# Slah Mosbah
Slah Mosbah (arabe : صلاح مصباح), né au Bardo, est un musicien, compositeur et chanteur tunisien.
En 1991, sa reprise de Yamma lasmar douni (Maman, le brun est-il mauvais ?), symbolique de l'abolition de l'esclavage en Tunisie en 1846, participe à sa notoriété.
Malgré quarante ans de carrière et 884 interprétations en avril 2014, il envisage de s'exiler en raison du racisme qui vise les Noirs en Tunisie, légimité à ses yeux par l'ancien régime de Zine el-Abidine Ben Ali, évoquant même une attaque à son encontre de la part d'un ministre de la Culture, Abdelbaki Hermassi.
Toujours en 2014, il joue dans El Ziara, la lune noire, un film de Nawfel Saheb-Ettaba.